# 톰스윗수염박쥐
톰스윗수염박쥐(Submyotodon caliginosus)는 애기박쥐과 수브미토돈속에 속하는 박쥐이다. 동양구(인도-말레야 생물 지리구)에서 발견된다.

## 특징
작은 박쥐로 머리부터 몸까지 길이가 43~47mm, 전완장이 32.5~34mm이다. 꼬리 길이는 38~39mm, 발 길이는 7mm, 귀 길이는 13~14.5mm이다. 털은 길고 부드러우며 광택이 난다. 몸은 일반적으로 거무스레하고 털 끝은 밝은 갈색이며, 등 쪽의 털은 갈색과 회색을 띤다. 주둥이는 짧고 뾰족하며 완전히 털로 덮여 있다.

## 분포 및 서식지
아프가니스탄 북부와 동부, 파키스탄 북부, 네팔, 부탄, 인도 히마찰프라데시 주와 아삼 주, 잠무 카슈미르 주, 자르칸드 주, 메갈라야 주, 미조람 주, 우타라칸드 주, 시킴 주, 서벵골 주, 중국 티베트 자치구에서 서식한다.

## 계통 분류
다음은 윗수염박쥐아과의 계통 분류이다.

|  | 톰스윗수염박쥐, 무핑윗수염박쥐 |
|  |                                |
|  | 넓은주둥이윗수염박쥐           |
|  |                                |

|  | 대부분의 신북구 분류군                                                                          |
|  |                                                                                                 |
|  | \| \| 브란트박쥐, 우수리윗수염박쥐 \| \| \| \| \| \| 신열대구 및 일부 신북구 분류군 \| \| \| \| |
|  |                                                                                                 |
|  | 브란트박쥐, 우수리윗수염박쥐                                                                    |
|  |                                                                                                 |
|  | 신열대구 및 일부 신북구 분류군                                                                  |
|  |                                                                                                 |

|  | 브란트박쥐, 우수리윗수염박쥐   |
|  |                                |
|  | 신열대구 및 일부 신북구 분류군 |
|  |                                |

|  | 대부분의 신북구 분류군                                                                          |
|  |                                                                                                 |
|  | \| \| 브란트박쥐, 우수리윗수염박쥐 \| \| \| \| \| \| 신열대구 및 일부 신북구 분류군 \| \| \| \| |
|  |                                                                                                 |
|  | 브란트박쥐, 우수리윗수염박쥐                                                                    |
|  |                                                                                                 |
|  | 신열대구 및 일부 신북구 분류군                                                                  |
|  |                                                                                                 |

|  | 브란트박쥐, 우수리윗수염박쥐   |
|  |                                |
|  | 신열대구 및 일부 신북구 분류군 |
|  |                                |

|  | 톰스윗수염박쥐, 무핑윗수염박쥐 |
|  |                                |
|  | 넓은주둥이윗수염박쥐           |
|  |                                |

|  | 대부분의 신북구 분류군                                                                          |
|  |                                                                                                 |
|  | \| \| 브란트박쥐, 우수리윗수염박쥐 \| \| \| \| \| \| 신열대구 및 일부 신북구 분류군 \| \| \| \| |
|  |                                                                                                 |
|  | 브란트박쥐, 우수리윗수염박쥐                                                                    |
|  |                                                                                                 |
|  | 신열대구 및 일부 신북구 분류군                                                                  |
|  |                                                                                                 |

|  | 브란트박쥐, 우수리윗수염박쥐   |
|  |                                |
|  | 신열대구 및 일부 신북구 분류군 |
|  |                                |

|  | 대부분의 신북구 분류군                                                                          |
|  |                                                                                                 |
|  | \| \| 브란트박쥐, 우수리윗수염박쥐 \| \| \| \| \| \| 신열대구 및 일부 신북구 분류군 \| \| \| \| |
|  |                                                                                                 |
|  | 브란트박쥐, 우수리윗수염박쥐                                                                    |
|  |                                                                                                 |
|  | 신열대구 및 일부 신북구 분류군                                                                  |
|  |                                                                                                 |

|  | 브란트박쥐, 우수리윗수염박쥐   |
|  |                                |
|  | 신열대구 및 일부 신북구 분류군 |
|  |                                |